# Рока Малатина (Модена)
Рока Малатина је насеље у Италији у округу Модена, региону Емилија-Ромања.
Према процени из 2011. у насељу је живело 558 становника. Насеље се налази на надморској висини од 539 м.